# Harpert Michielsen
Harpert Michielsen (2 mei 1970) is een Nederlands acteur.
Michielsen is in 1998 afgestudeerd aan de Toneelschool in Maastricht. Hij begon zijn carrière bij de theatergezelschappen De Trust en Het Nationale Toneel. Hij maakte zijn filmdebuut met de film De trein van zes uur tien en speelde de hoofdrol in de dramaserie De Erfenis. In 2015 speelde hij in de musical Soldaat van Oranje de rol van François van 't Sant. Ook sprak hij de stem in van Valtor voor de Nederlandse versie van de animatieserie Winx Club. Naast acteur is hij ook docent waar hij zelf is opgeleid.